# Hennetjesbrug

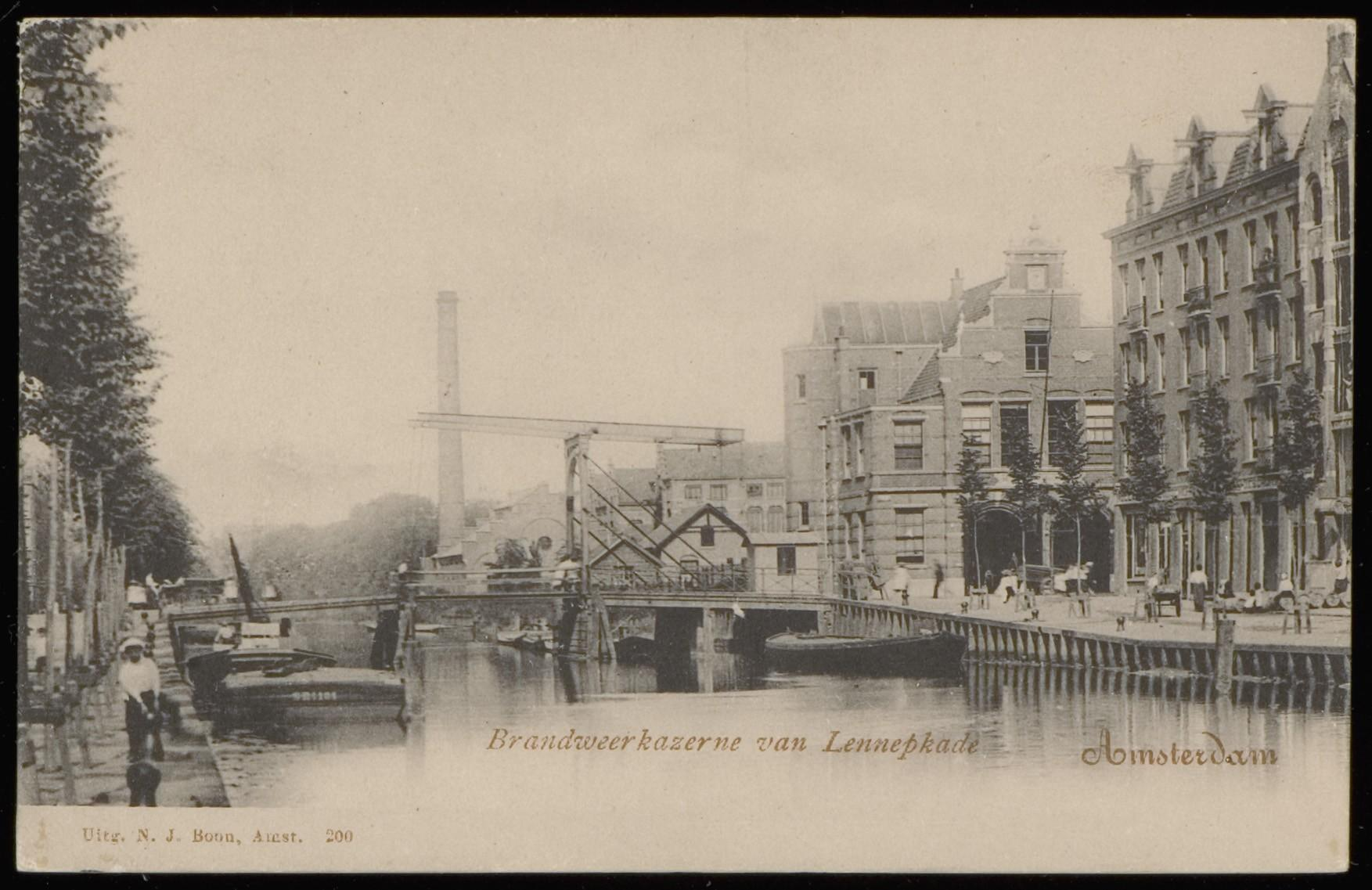
Ophaalbrug van De Greef/Springer circa 1900

De Hennetjesbrug (brug 179) is een vaste brug in Amsterdam Oud-West.
De brug is gelegen in de Nicolaas Beetsstraat en overspant het Jacob van Lennepkanaal. Ten zuidoosten van de brug lag het voormalige terrein van het Wilhelmina Gasthuis. Hier werd in mei 1889 een ophaalbrug voor verkeer geopend uit de koker van Bastiaan de Greef, stadsarchitect bij de Dienst der Publieke Werken en zijn assistent Willem Springer. Er was een beweegbare brug nodig omdat het Jacob van Lennepkanaal destijds werd gebruikt als aanvoerroute voor de groentemarkt op de Marnixstraat. In 1902 moest die brug vernieuwd worden. Toen de groentenmarkt vervangen werd door de Centrale Markthallen werd de scheepvaart hier aanmerkelijk rustiger en ontbrak de noodzaak om een beweegbare brug te hebben. Door de dichte bevolking van de Kinkerbuurt waarin de Nicolaas Beetsstraat ligt werd een vaste brugverbinding met de overkant een betere optie. Het ontwerp van die brug kwam eveneens van de Publieke Werken, maar toen was Piet Kramer daar al enige tijde de “bruggenarchitect”. Tezamen werden alle bruggen over het Van Lennepkanaal vernieuwd, dat tevens een beeld laat zien van de verschuiving van scheeps- naar autoverkeer. De Hennetjesbrug was in 1937 aan de beurt en kreeg een vaste plaatbrug in de stijl van de Amsterdamse School. Kramers handtekening is terug te vinden in de afwisseling baksteen en natuursteen en de balustrades. Beeldhouwwerken zijn hier niet te vinden. Wat opvallend ten opzichte van andere balustrades ontworpen door Kramer is, dat de balustrades niet sierlijke motieven hebben maar net zo strak (lees rechthoekig) zijn uitgevoerd als de brug zelf en het nabijgelegen lab-gebouw. De oude brug deed vervolgens nog een tijdlang dienst als noodbrug voor wat later de Jacob Heinenbrug zou worden.
In de 21e eeuw is de brug haast een reliek in de wijk. In het laatste kwart van de 20e eeuw werd de Kinkerbuurt op grote schaal gesaneerd, waarbij hele huizenblokken tegen de vlakte gingen en opnieuw werden opgebouwd. De brug wordt omringd door nieuwbouw bestaande uit een school en woningen. Alleen op de zuidoostoever staat een gebouw van ongeveer gelijke datum (december 1930, Amsterdamse Schoolstijl); het is het voormalige Pathologisch Anatomisch Laboratorium van het voormalige Wilhelmina Gasthuis (Arie Biemondstraat 105-111) van de tekentafel van Allard Remco Hulshoff (ook van Publieke Werken) met beelden van Hildo Krop.
Het wisselend verkeersaanbod bleef de brug parten spelen; begin 21e eeuw was een verkeersbrug hier niet meer wenselijk in verband met sluipverkeer en werd vanuit de gemeente voorgesteld er een voetgangers/fietsbrug van te maken, hetgeen op bezwaren stuitte van de plaatselijke bevolking.
Hoe de vernoeming van de brug tot stand kwam is niet geheel duidelijk. Men vermoedt dat hier voor de verkeersbrug uit 1889 een kippenbrug heeft gelegen, dat wil zeggen een voetgangersbrug. Het Van Lennepkanaal dateert van 1886 en werd gegraven op de plaats waar eerder een ondiepe sloot had gelegen.
<<< · 100 · 101 · 102 · 103 ·  105 · 106 · 107 · 108 · 109 ·  110 · 111 · 112 · 113 · 114 · 115 · 116 · 117 · 118 · 119 · 120 · 121 · 122 · 123 · 124 · 125 · 126 · 127 · 128 · 129 · 130 · 131 · 132 · 135 · 136 · 137 · 138 · 139 · 140 · 141 · 142 · 143 · 144 · 145 · 146 · 147 · 148 · 149 ·  150 · 151 · 152 · 155 · 156 · 159 · 160 · 161 · 162 · 163 · 164 · 165 · 166 · 167 · 168 · 169 ·  170 · 171 · 172 · 173 · 174 · 175 · 176 · 177 · 178 · 179 · 180 · 181 · 182 · 183 · 184 · 185 · 186 · 187 · 189 · 190 · 191 · 192 · 193 · 194 · 195 · 196 · 198 · 199 · >>>
Brugnummers 104, 133, 134, 153, 154, 157, 158, 188 en 197 zijn niet (meer) in gebruik.